# Barney’s Version
Barney’s Version ist ein kanadisches Filmdrama aus dem Jahr 2010 von Richard J. Lewis. Es basiert auf dem Roman Wie Barney es sieht von Mordecai Richler. Die Hauptrolle spielt Paul Giamatti.

## Handlung
Als sich der TV-Produzent Barney Panofsky mit einer Bucherscheinung konfrontiert sieht, in der er des Mordes an seinem besten Freund beschuldigt wird, erinnert sich der in die Jahre gekommene Griesgram an „die wahre Geschichte meines vergeudeten Lebens“. Dabei stehen die drei Ehefrauen des impulsiven Lebemanns im Zentrum: von der exzentrischen Künstlerin seiner Sturm-und-Drang-Phase im Rom der 70er-Jahre über die Hassliebe zur nervigen Höheren-Geldadel-Tochter bis hin zur perfekten Traumfrau.

## Kritik
Der Film erhielt sehr gute Kritiken. So zählte die Internetseite Rotten Tomatoes von 125 gewerteten professionellen Kritiken 99 positive, was einem Wert von 79 % entspricht. Auch vom breiten Publikum wurde der Film sehr gut aufgenommen, denn gleichzeitig werteten 78 % von 14.078 Usern den Film positiv. Dies wiederum wird vom Onlinefilmarchiv IMDb, einer weiteren Plattform, auf der normale User ihre Filmkritiken abgeben können, bestätigt, denn dort gaben knapp 20.000 Benutzer dem Film durchschnittlich sehr gute 7,3 von 10 möglichen Punkten. (Stand: 26. Mai 2015)
In der New York Times lobte A. O. Scott, dass Barney’s Version eine gelungene Romanverfilmung sei, die sich vielleicht sogar etwas „zu pflichtbewusst, vorsichtig und gewissenhaft“ an die Vorlage halte. Auch die Besetzung des Films lobte er, wobei er es als einen „Geniestreich der Filmemacher“ hervorhob, dass Dustin Hoffman den Vater von Paul Giamattis Figur spiele.
Obwohl der renommierte Filmkritiker Roger Ebert von der Chicago Sun-Times das Buch nicht kannte, befand er, dass der Film trotz aller Kritik an der Umsetzung gelungen sei. Außerdem sei es gut gewesen, Paul Giamatti für die Rolle des Barney zu engagieren, denn dieser sei darauf spezialisiert „unauffällige, aber dennoch unvergessliche“ Figuren zu spielen.

## Auszeichnungen
Der Film wurde für mehrere Filmpreise nominiert und erhielt mehrere Auszeichnungen. So erhielt Barney’s Version unter anderem:
- eine Oscar-Nominierung für Adrien Morot für das Beste Makeup.
- eine Auszeichnung als Bester Hauptdarsteller für Paul Giamatti bei den Golden Globe Awards 2011.
- eine Nominierung bei den Satellite Awards 2010 für Rosamund Pike als Beste Nebendarstellerin.
- eine Auszeichnung des Audience Award als Bester Film beim Festival Internacional de Cine de Donostia-San Sebastián.
- eine Nominierung für Richard J. Lewis für den Goldenen Löwen der Internationalen Filmfestspiele von Venedig.

## Hintergrund
- Bereits seit 1997 versuchte der kanadische Filmproduzent Robert Lantos den Roman Wie Barney es sieht zu verfilmen.[7]
- Paul Giamatti wurde engagiert, obwohl er den Roman nicht kannte.[8]
- Einige Szenen aus dem Buch wurden nicht verfilmt, darunter die Beziehung des Protagonisten zu seiner Mutter und die Klärung des Mordes.[9]

## Veröffentlichung
Nachdem der Film erstmals am 10. September 2010 bei den Internationalen Filmfestspielen von Venedig gelaufen war, hatte er seinen offiziellen US-Kinostart am 14. Januar 2011. Sein deutscher Kinostart war der 14. Juli 2011.